# 滨海蒙特罗索
滨海蒙特罗索（義大利語：Monterosso al Mare）是意大利拉斯佩齐亚省的一个市镇。总面积11平方公里，人口1527人，人口密度138.8人/平方公里（2009年）。ISTAT代码为011019。

## 友好城市
- 法國 圣热内斯-尚帕内勒 2003年

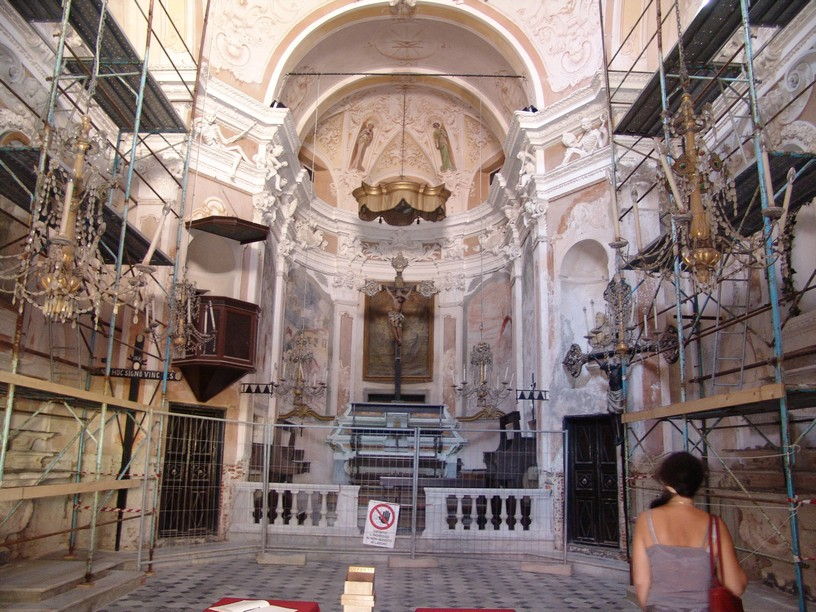
教堂

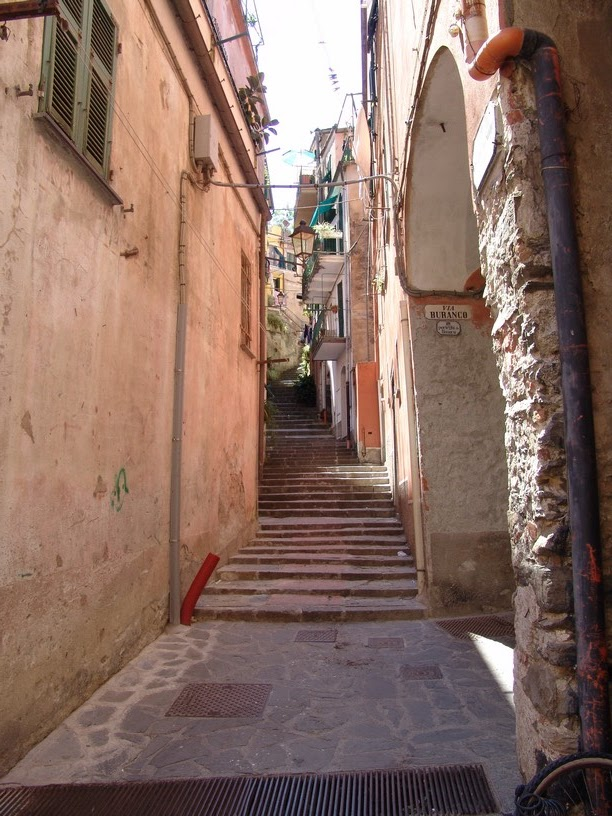
村落